# Phlattothrata
Phlattothrata là một chi nhện trong họ Linyphiidae.